# Belgrandia lusitanica
Belgrandia lusitanica е вид охлюв от семейство Hydrobiidae. Видът е застрашен от изчезване.

## Разпространение и местообитание
Разпространен е в Португалия.
Обитава сладководни басейни и реки.